# Werra-Suhl-Tal
Werra-Suhl-Tal é uma cidade da Alemanha, situado no distrito de Wartburg, no estado da Turíngia. Tem 77,67 km² de área, e sua população em 2019 foi estimada em 6.398 habitantes. Foi criado em 1 de janeiro de 2019, com a fusão dos antigos municípios de Berka/Werra, Dankmarshausen, Dippach e Großensee.